# Holy Kirk
Holy Kirk  (auch Hill Of Cruaday genannt) ist ein neolithischer Kammergrabrest (englisch Chambered cairn) unbekannten Typs am Hill of Cruaday, bei Quoyloo, in Sandwick auf der Orkneyinsel Mainland in Schottland.
Der Name „Holy Kirk“ bezieht sich auf eine Gruppe von Steinen, von denen vier mit einer Höhe von 0,75 bis 1,0 m mittig aus einem runden Steinhügel von etwa 0,6 m Höhe und 14,0 m Durchmesser ragen, einer stützt einen fünften, was die Analogie mit einem Altar erfüllt, woraus der Name hervorging. Neun weitere Steine ragen durch den Rasen und ein paar weitere liegen herum. Eine am Rande angeordnete Doppelreihe kurzer Steine, insgesamt acht, bildeten möglicherweise einen Gang. Zwei große flache Steine, beide etwa 2,0 m lang und 1,0 m breit, liegen unter den anderen und könnten Teil einer Kammer gewesen sein.